# NGC 1288
NGC 1288 (również PGC 12204) – galaktyka spiralna z poprzeczką (SBc), znajdująca się w gwiazdozbiorze Pieca. Odkrył ją John Herschel 19 listopada 1835 roku.
W galaktyce tej zaobserwowano supernową SN 2006dr.